# Rossella inermis
Rossella inermis är en svampdjursart som först beskrevs av Topsent 1916.  Rossella inermis ingår i släktet Rossella och familjen Rossellidae. Inga underarter finns listade i Catalogue of Life.